# Римска стена (София)
Римската стена е неточно разговорно име на остатък от религиозен османски архитектурен паметник от XVI век, на улица „Стара стена“ в квартал „Лозенец“ в София, България.
Предназначението на култовото съоръжение е неясно. Основните хипотези са, че става дума за:
- намазгях (понякога намазгяф) – мюсюлманско ритуално съоръжение, използвано при заминаване на хаджилък; или
- остатък от тюрбе от разположените в миналото на това място мюсюлмански гробища.[1]

## Други
На стената е наречена улица „Стара стена“ (Карта).